# Сарновичі
Са́рновичі — село в Україні, в Коростенському районі Житомирської області. Населення становить 383 осіб.

## Географія
На південному заході від села бере початок річка Катешна, права притока Ужу. Селом протікає річка Олешня.

## Історія
У 1906 році село  Татариновицької волості Овруцького повіту Волинської губернії. Відстань від повітового міста 26 верст, від волості 6. Дворів 135, мешканців 1220.